# Petikträsket
Petikträsket (umesamiska Njuönniejávrrie)är en sjö i Norsjö kommun i Västerbotten och ingår i Skellefteälvens huvudavrinningsområde. Sjön har en area på 1,07 kvadratkilometer och ligger 249 meter över havet. Sjön avvattnas av vattendraget Svanforsbäcken.

## Delavrinningsområde
Petikträsket ingår i det delavrinningsområde (722388-168256) som SMHI kallar för Utloppet av Petikträsket. Medelhöjden är 260 meter över havet och ytan är 5,36 kvadratkilometer. Det finns inga avrinningsområden uppströms utan avrinningsområdet är högsta punkten. Svanforsbäcken som avvattnar avrinningsområdet har biflödesordning 2, vilket innebär att vattnet flödar genom totalt 2 vattendrag innan det når havet efter 93 kilometer. Avrinningsområdet består mestadels av skog (54 procent) och sankmarker (11 procent). Avrinningsområdet har 1,14 kvadratkilometer vattenytor vilket ger det en sjöprocent på 21,2 procent.